# Robert Ier de Bourgogne
Pour les articles homonymes, voir Robert Ier, Robert de France et Robert de Bourgogne.
Robert de France né vers 1011 et mort le 21 mars 1076 à Fleurey-sur-Ouche, duc de Bourgogne de 1032 à 1076, comte de Charolais, de Langres (1027), et d'Auxerre (de 1040 à 1060).
Robert Ier est un prince de sang royal français, fils du roi franc Robert II le Pieux et de Constance d'Arles.

## Robert, duc de Bourgogne
En 1030, sans doute poussé par la reine Constance, il se révolte avec son frère Henri Ier contre le roi, leur père. Henri prend le château de Dreux et Robert enlève Beaune et Avallon. Ils se réconcilient à l'instigation de Guillaume de Volpiano abbé de Saint-Bénigne de Dijon. L'année suivante, après la mort de son père, soutenu par sa mère Constance d'Arles, il se révolte contre son frère aîné, revendiquant le trône. La guerre s'ensuit entre les deux frères. Henri soutenu par le duc de Normandie rend toute résistance impossible et Robert vaincu près de Villeneuve-Saint-Georges renonce à la succession et entre en possession du duché de Bourgogne que son père avait projeté de lui accorder. Il ne peut en prendre possession que fin 1031 ou au début de 1032, qu'après que son frère Henri, chassé du domaine royal par Constance, a réussi à recouvrer son trône.

## Mariage avecHélie de Semur-en-Brionnais
En 1033, il contracte alliance avec la famille richement possessionnée en Autunois et en Charolais des seigneurs de Semur-en-Brionnais en épousant, en premières noces, sa cousine au second degré Hélie de Semur-en-Brionnais (1016- †1056), fille de Dalmace Ier de Semur (ou Dalmas ou encore Damas), seigneur de Semur-en-Brionnais, et d'Aremburge de Vergy fille de Henri Ier de Bourgogne et nièce du roi Hugues Ier.
Hélie de Sémur est la sœur de l'abbé Hugues de Cluny (1024-1109), et la petite-nièce du comte-évêque Hugues de Chalon. Le duc Robert devient par ce mariage le beau-frère de l'abbé Hugues de Cluny.

## La succession d'Outre-Saône

Le duché de Bourgogne et le Comté de Bourgogne (approximativement la Franche-Comté actuelle).

Outre-Saône, en comté de Bourgogne, le dernier roi, Rodolphe III meurt en 1032 sans postérité. Deux de ses neveux, Eudes, fils de sa sœur Berthe de Bourgogne et Conrad, mari de sa nièce Gisèle, fille de sa sœur Gerberge, peuvent prétendre à sa succession. Écartant Eudes, le choix de Rodolphe s'arrête sur Conrad qu'il appelle à sa succession. Eudes revendique son droit. Renaud Ier, fils d'Otte-Guillaume embrasse son parti, entre dans la ligue contre Conrad et appuie les deux tentatives (1033-1036) que fait Eudes pour se mettre en possession du royaume de Bourgogne. Le 17 mai 1038, jour de la diète de Soleure qui voit le rattachement à l'Empire du comté, Renaud Ier préfère paraître à Dijon, en compagnie des comtes de Chalon et de Nevers, des évêques de Langres et de Soissons, plutôt que de rendre hommage à l'empereur ; prouvant l'intérêt et l'appui (?) que devait montrer le duc Robert pour les affaires d'Outre-Saône.

## Interventions en Auxerrois
Le 4 novembre 1039 Hugues de Chalon, comte de Chalon et évêque d'Auxerre meurt. Il a été le seul défenseur des droits revendiqués par le roi Robert le Pieux dans sa lutte pour se rendre maître de la Bourgogne et il devait à la faveur royale d'avoir été sacré le 5 mars 999 comme évêque d’Auxerre. Il a joué un rôle de conseiller auprès du duc et son influence en Bourgogne a été considérable. Sa mort déclenche une intervention de  Robert Ier dans l'Auxerrois contre Renaud, le comte de Nevers, beau-frère du duc. Robert voulait-il prendre possession du comté ou faire reconnaître sa suzeraineté par Renaud, ou encore de faire accepter Héribert en qualité d'évêque, successeur de Hugues de Chalon ? L'historien J. Richard écrit que les motifs de son intervention en Auxerrois sont obscurs. La rencontre armée qui eut lieu entre les deux adversaires à Sainte-Vertu, dans l'Yonne, coûta la vie au comte Renaud. La mort du comte met fin aux hostilités et permet à Robert Ier de maintenir sa domination sur l'Auxerrois.
Le fils de Renaud, Guillaume Ier, renforce sa puissance par son mariage en 1045 avec Ermengarde de Tonnerre et revendiqua ses droits sur le comté d'Auxerre. La guerre reprit. En 1057 une armée ducale commandée par Hugues, le fils aîné du duc, envahit l'Auxerrois et brûle la cité de Saint-Bris. En 1058 Robert Ier, aidé de Thibaud, comte de Blois, devenu aussi comte de Champagne, attaquent l'abbaye Saint-Germain d'Auxerre. Vers 1059 et 1060, le fils aîné de Robert Ier, Hugues, trouve la mort peu après dans une action de guerre contre le comte Guillaume Ier de Nevers. L’année suivante, Thibaud, revient guerroyer dans l’Auxerrois et ne parvient qu’à brûler Toucy. Le concile d’Autun en 1060 marque la fin de cette guerre en Auxerrois. Le duc semble avoir abandonné ses droits sur l’Auxerrois.

## Le «meurtre» deDalmaceIerde Semur-en-Brionnais
Robert est d'un caractère violent et farouche. Selon les dires de certains historiens, en particulier E. Petit, repris par Eugène Jarry, auxquels ne souscrit pas l'historien J. Richard : qui écrit « Nous ne savons rien du genre de mort auquel succomba Damas de Semur », le duc Robert aurait, dans un accès de colère à la suite d'une querelle au cours d'un repas, tué Dalmace de Semur, son beau-père, ainsi que son beau-frère, Jocerand, fils de Dalmace, qui voulait s'interposer.

## Expédition en Espagne
L'abbé Hugues de Cluny, qui joue un rôle en Espagne dans la propagation de la réforme grégorienne et dans l'éradication du rite mozarabe, intéressa la noblesse bourguignonne à la Reconquista. Robert Ier le Vieux se rendit en 1058 à Barcelone, à la cour du comte de cette ville Raymond Borel. Il est accompagné de son second fils Henri, fils de sa première épouse Helie de Semur. À la suite de cette rencontre, Henri aurait épousé une parente du comte, dont le surnom passe à ses descendants.

## Violences et brigandages
La rareté des informations concernant Robert Ier est extrême, déplore J. Richard. Néanmoins, les faits que les historiens connaissent de lui dans les dernières années de sa vie ne sont  que violences et brigandages auxquels il se livrait. Ces exactions pourraient être le reflet  de son impécuniosité grandissante, plus peut-être que d'un caractère emporté. Les historiens comme J. Garnier et A. Kleinclausz lui ont même donné le surnom de « Robert sans terre ». Les exactions du duc commises à l’égard des églises et des abbayes sont nombreuses. Il avait enlevé les récoltes, saisi les dîmes, s'était emparé des celliers. En Auxerrois, en Langrois, dans le Dijonnais et l’Auxois, partout s'élevaient les plaintes des religieux. De tels crimes ne pouvaient rester impunis. Ils valurent à Robert d'être excommunié. Les religieux le convoquèrent au concile tenu à Autun (1060 ?) où il fit amende honorable. Il est probable que c’est au concile d’Autun que se décida son voyage à Rome qui dut avoir lieu entre les années 1060 et 1064 et qui devait lui apporter le pardon de ses crimes.

## Mort
Selon l'historien E. Petit, Robert de Bourgogne mourut le 21 mars 1076 d'un accident honteux et tragique sur lequel on n'a aucun détail, en l'église de Fleurey-sur-Ouche, et l'historien J. Richard dit au sujet de sa mort : « les historiens ecclésiastiques font grief au vieux duc d'un mariage « incestueux » contracté après la répudiation de la duchesse Hélie de Semur avec Ermengarde d'Anjou sa cousine au 3e degré qui descendait de Hugues le Grand, dit Hugues l'Abbé ; on fait allusion à une mort « honteuse  » en ajoutant : « Robert mourut « dedecorose » en l'église de Fleurey-sur-Ouche  ».

## Mariages et descendance
De son premier mariage avec Hélie de Semur, ils eurent :
- Hugues de Bourgogne, né en 1034, († 1058 ou 1059 ?) ;
- Henri de Bourgogne (1035 - († 1070 ou 1072) ;
- Robert (1040 - † 1113) ;
- Simon (1044 - † 1088) ;

Robert et Simon sont exilés par leur neveu Hugues Ier de Bourgogne lorsqu'il prend possession du duché. E. Petit écrit qu'ayant pris part à l'expédition d'Espagne contre les Maures, Robert se trouve à León en Espagne en 1087 et qu'il passe ensuite en Sicile où il épouse la fille du roi Roger Ier de Sicile. La veuve de ce dernier, Adélaïde de Montferrat, lui confie la régence de ses États pendant la minorité de son fils. Robert serait mort en 1112. D'après Orderic Vital, il serait mort empoisonné, de la main même de celle qui l'avait appelé en Sicile pour sauver le pays menacé d'une ruine imminente et lui avait donné en mariage une de ses filles. Quant à Simon, E. Petit, en s'appuyant sur Orderic Vital, écrit qu'il suivit la fortune de son frère et qu'il ne le rencontre cité nulle part dans les documents.
- Constance (1036 - † 1092), mariée à Hugues II de Chalon († 1078), puis en 1081 avec Alphonse VI de León (1040 - † 1109).

Il répudie Hélie  et se remaria avec Ermengarde, dite Blanche, fille de Foulque III Nerra, comte d'Anjou, et Hildegarde de Sundgau, et veuve du comte de Gâtinais Geoffroy Ferréol. 
Ils eurent :
- Audéarde ou Hildegarde de Bourgogne (vers 1050 - 1104), mariée en 1069 avec Guillaume VIII (1023 - † 1086), duc d'Aquitaine et comte de Poitiers.